# Alfred Truschel
Alfred Truschel (* 22. März 1910 in Worms; † 25. Februar 1990 ebenda) war ein deutscher Politiker (CDU).

## Leben
Truschel besuchte die Oberrealschule in Worms bis zur Primareife. Er absolvierte ab 1926 eine Banklehre und wurde von 1929 bis 1939 als Bankkaufmann angestellt. Ab 1939 nahm er als Soldat am Zweiten Weltkrieg teil, zuletzt als Reserveoffizier. Nach britischer Kriegsgefangenschaft, aus der er 1948 entlassen wurde, war er bis 1952 als Privatsekretär tätig. Im Anschluss arbeitete er als Bilanzbuchhalter und nach bestandener Fachprüfung 1956 als Steuerberater in Worms. 1964 wurde er kaufmännischer Leiter und Finanzprokurist einer Aktiengesellschaft. Neben seiner beruflichen Tätigkeit engagierte er sich in Worms ehrenamtlich im CVJM. Des Weiteren war er Vorstandsmitglied der Herberge zur Heimat e.V.
Truschel war von 1929 bis 1933 Mitglied der Deutschen Volkspartei. Er trat 1954 in die CDU ein und wurde 1959 zum Vorsitzenden des CDU-Kreisverbandes Worms gewählt, dem er bis 1971 vorstand. Daneben fungierte er als stellvertretender Vorsitzender des CDU-Bezirksverbandes Rheinhessen. Als Mitglied des Wormser Stadtrates betätigte er sich kommunalpolitisch. Bei den Landtagswahlen 1967 und 1971 wurde er jeweils über einen Listenplatz der CDU in den Rheinland-Pfälzischen Landtag gewählt, dem er bis 1975 angehörte. In beiden Wahlperioden war er Mitglied des Ausschusses für Wirtschaft und Verkehr sowie des Rechtsausschusses.
Alfred Truschel war verheiratet und hatte zwei Kinder.

## Ehrungen und Auszeichnungen
- 1970: Verdienstkreuz am Bande der Bundesrepublik Deutschland
- 1975: Verdienstkreuz 1. Klasse der Bundesrepublik Deutschland
- 1981: Ehrenring der Stadt Worms
- 1985: Großes Bundesverdienstkreuz